# Бастеликача
Бастеликача (фр. Bastelicaccia) насеље је и општина у Француској у региону Корзика, у департману Јужна Корзика која припада префектури Ајачо.
По подацима из 2011. године у општини је живело 3.377 становника, а густина насељености је износила 185,45 становника/km². Општина се простире на површини од 18,21 km². Налази се на средњој надморској висини од 30 метара (максималној 888 m, а минималној 7 m).

## Демографија
| 1962. | 1968. | 1975. | 1982. | 1990. | 1999. | 2011. |
| ----- | ----- | ----- | ----- | ----- | ----- | ----- |
| 705   | 779   | 887   | 1.504 | 2.072 | 2.769 | 3.377 |

График промене броја становника у току последњих година